# Giro delle Fiandre 1979
Il Giro delle Fiandre 1979, sessantatreesima edizione della corsa, fu disputato il 1º aprile 1979, per un percorso totale di 267 km. Fu vinto dall'olandese Jan Raas, al traguardo con il tempo di 6h31'00", alla media di 40,971 km/h, davanti a Marc Demeyer e Daniel Willems.
I ciclisti che partirono da Sint-Niklaas furono 180; coloro che tagliarono il traguardo a Meerbeke furono 34.

## Ordine d'arrivo (Top 10)
| Pos. | Corridore         | Squadra      | Tempo    |
| ---- | ----------------- | ------------ | -------- |
| 1    | Jan Raas          | TI-Raleigh   | 6h31'00" |
| 2    | Marc Demeyer      | Flandria     | a 1'04"  |
| 3    | Daniel Willems    | Ijsboerke    | a 1'15"  |
| 4    | Marc Renier       | KAS          | s.t.     |
| 5    | Piet van Katwijk  | TI-Raleigh   | s.t.     |
| 6    | Jos Schipper      | Marc Zeep    | s.t.     |
| 7    | Hennie Kuiper     | Peugeot      | s.t.     |
| 8    | Walter Godefroot  | Ijsboerke    | s.t.     |
| 9    | Guido Van Calster | DAF Trucks   | a 1'20"  |
| 10   | Joop Zoetemelk    | Miko-Mercier | a 1'25"  |